# Nieuwe Poort (Middelburg)
De Nieuwe Poort is een stadspoort en rijksmonument in de Zeeuwse stad Middelburg, gelegen aan de Korendijk. De poort biedt toegang tot de Nieuwepoortstraat.

## Geschiedenis
Nadat de oude Bellinkbrug instortte werd in 1855 een nieuwe brug gebouwd. De gemeente vatte het plan om deze brug te gaan verleggen zodat deze in het verlengde van de Nieuwstraat zou komen te liggen. Ter voorbereiding werd daarom tegenover de Nieuwstraat een poort gebouwd welke rond 1860 gereed kwam. Vanwege een gebrek aan middelen werd de brug niet meer verlegd zodat de poort niet, zoals gepland, tegenover een brug kwam te liggen.
De poort werd ontworpen in neoclassicistische stijl, gekenmerkt door een lijstvormige afsluiting en een omlijste rondbogige doorgang. De poort werd gebouwd tussen twee reeds bestaande huizen en sloot aan deze aan met een afgeronde overgang.
Na de aanleg van het Kanaal door Walcheren in de periode 1870-1873 en de aanleg van het station die bereikbaar was via de stationsstraat, heeft de poort niet echt als een stadspoort gefunctioneerd.
In 1949 ontstonden er plannen om de poort gedeeltelijk of volledig te slopen, ten behoeve van een betere verkeersdoorstroming. Nadat bleek dat de sloopkosten niet lager zouden zijn dan 2350 gulden, zoals aanvankelijk was verwacht, werd door de gemeente besloten de poort te laten staan.
In 2012 werd in Middelburg een kunstroute georganiseerd, getiteld Façade 2012, met bijdragen van 14 kunstenaars. In de Nieuwe Poort werd een kunstwerk opgehangen van Georges Rousse. Het betrof een witte kubus met wanden van diagonaal geplaatste latjes. Een deel was oranje geschilderd zodat er, afhankelijk van het perspectief, een ronde vorm in te zien was.